# 亚洲文明之光
《亚洲文明之光》是由中央广播电视总台制作为迎接亚洲文明对话大会召开的三集纪录片，于2019年5月12日至14日至在中国中央电视台综合频道播出。
香港無線電視無綫財經·資訊台将在近期播映，由李卓謙旁白，並由新聞及資訊部負責製作。

## 分集
| 集数   | 名称         | 播放日期      |
| ------ | ------------ | ------------- |
| 第一集 | 《文明之光》 | 2019年5月12日 |
| 第二集 | 《传承创新》 | 2019年5月13日 |
| 第三集 | 《交流互鉴》 | 2019年5月14日 |